# 鸡冠山乡 (铁岭县)
鸡冠山乡，是中华人民共和国辽宁省铁岭市铁岭县下辖的一个乡镇级行政单位。

## 行政区划
鸡冠山乡下辖以下地区：
鹿沟村、下峪村、费家村、岱海寨村、上峪村、长寨子村、鸡冠山村、温池伙洛村和业尔兴村。